# Стемфорд (селище, Нью-Йорк)
Стемфорд (англ. Stamford) — селище (англ. village) в США, в окрузі Делавер штату Нью-Йорк. Населення — 1040 осіб (2020).

## Географія
Стемфорд розташований за координатами 42°24′33″ пн. ш. 74°37′1″ зх. д. / 42.40917° пн. ш. 74.61694° зх. д. (42.409103, -74.617032).  За даними Бюро перепису населення США в 2010 році селище мало площу 3,47 км², з яких 3,45 км² — суходіл та 0,02 км² — водойми.

## Демографія
Згідно з переписом 2010 року, у селищі мешкало 1119 осіб у 512 домогосподарствах у складі 286 родин. Густота населення становила 322 особи/км².  Було 660 помешкань (190/км²).
Расовий склад населення:
| - 96,0 % — білих - 1,3 % — чорних або афроамериканців - 0,4 % — азіатів |

До двох чи більше рас належало 1,9 %. Частка іспаномовних становила 3,9 % від усіх жителів.
За віковим діапазоном населення розподілялося таким чином: 21,9 % — особи молодші 18 років, 59,4 % — особи у віці 18—64 років, 18,7 % — особи у віці 65 років та старші. Медіана віку мешканця становила 41,6 року. На 100 осіб жіночої статі у селищі припадало 82,5 чоловіків;  на 100 жінок у віці від 18 років та старших — 84,8 чоловіків також старших 18 років.
Середній дохід на одне домашнє господарство  становив 47 648 доларів США (медіана — 37 935), а середній дохід на одну сім'ю — 58 134 долари (медіана — 47 963). За межею бідності перебувало 26,2 % осіб, у тому числі 44,2 % дітей у віці до 18 років та 10,3 % осіб у віці 65 років та старших.
Цивільне працевлаштоване населення становило 537 осіб. Основні галузі зайнятості: освіта, охорона здоров'я та соціальна допомога — 41,9 %, виробництво — 19,4 %, роздрібна торгівля — 10,6 %, мистецтво, розваги та відпочинок — 6,9 %.